# Tripoli összecsapások
Az első líbiai polgárháborúban fontos szerepet tulajdonítottak Tripoli birtoklásának. Úgy gondolták, ha az ellenzék nem szerzi meg a főváros feletti ellenőrzést, nem tudják leváltani az ország elnökét, Moammer Kadhafit. A felkelés első napjaiban zavargásokról számoltak be a város területéről, de a központ végig a rezsim irányítása alatt állt.

## Előzmények
Moammer Kadhafi 1969 óta, Idrisz király elmozdítása óta állt az ország élén. A 2010–2011-es afrikai és közel-keleti forradalmi hullám mind Tunéziát, mind Egyiptomot – Líbia két szomszédját – lángba borította. Kadhafi viszont ekkor még mindig hatalmon volt, így ő volt a leghosszabb ideje uralmon lévő koronázatlan államfő. A tüntetők viszont demokráciát követeltek. Az országnak rosszabb volt a korrupciós indexe, mint akár Tunéziának vagy Egyiptomnak.

## Összecsapások
2011. február 17-én a jelentések szerint a líbiai ellenzék szimpatizánsai elfoglalták Tripoli utcáit, és elindultak a Zöld tér felé. Február 20-án, miután a tömeg elkezdte lőni a rendőrállomásokat és a Nemzeti Kongresszus épületét, a jelentések szerint mesterlövészek lőttek a tömegbe. Február 21-én a nemzeti televízió székháza is lángokban állt. Február 22-én megtámadták az igazságügy-minisztérium központi épületét.
Tripoli Mitiga Nemzetközi Repülőterét február 25-én foglalták el a tüntetők. Ugyanezen a napon Tripoli egy egész körzete lázadt fel Kadhafi uralma ellen. Ezt azonban a gyorsan a helyszínre siető líbiai fegyveresek hamar leverték. Miközben a tüntetőket lőtték, 25 ember esett áldozatul.
A líbiai ellenzék alapította Bengázi központú Líbiai Nemzeti Tanács szóvivőjén, Hafiz Gogán keresztül közölte, hogy a nemzeti hadseregen keresztül minden várost segítenek felszabadítani, kiváltképp igaz ez Tripolira. Több ország – így az USA és az Egyesült Királyság is szorgalmazta, hogy az ENSZ vezetésével hozzanak létre Líbia felett egy repüléstilalmi zónát. Ezzel meg lehetne akadályozni hadi repülőgépek bevetését és zsoldosok repülőn keresztül történő beutaztatását. Ezt azonban kezdetben Oroszország és Kína is visszautasította. Az orosz külügyminiszter inkább különféle szankciókat tartott elfogadhatónak, míg a kínai szóvivő azt mondta, az ő céljuk az erőszak megfékezése az áldozatok elkerülése, és konstruktív lépések megtétele, melyek hatására visszatérhet Líbiába a béke és a stabilitás. Március 1-jén David Cameron brit miniszterelnök megerősítette a repüléstilalmi övezet kialakításáról szóló elképzelését. Az ott tanuló Szajf al-Iszlám Kadhafi azt mondta, Cameron mindenképp hőssé akar válni. Azt mondta, Cameron katonai fenyegetése csak vicc, és ha mégis bekövetkezik, a líbiaiak felkészültek rá, nem félnek.
Tripoliban továbbra is Kadhafi seregei őrizték meg az ellenőrzést. Március 1-jén több bolt zárva maradt, és a néhány nyitva tartó bank előtt hosszú sorok kígyóztak. Ezen a napon 20 kormányzati teherautó ételekkel és gyógyszerekkel megrakodva elhagyta a fővárost, és a felkelők kezén lévő Bengázi felé vették az irányt.

## Kadhafi közszereplései
Február 25-én Kadhafi megjelent a nép előtt a Zöld téren, és azt mondta: "Addig harcolunk, míg le nem győzzük őket. Énekeljetek, táncoljatok, és készüljetek. Ha kell, megnyitjuk az összes fegyverraktárat."

## Későbbi próbálkozások és tiltakozások

### Az ENSZ BT 1973. számú határozata
A március 17-ről 18-ra virradó éjszaka az ENSZ BT 1973. határozata után több helyen is összetűzések robbantak ki a felkelők és Kadhafi támogatói között. Március 18-ra még tüntetéseket is terveztek. Ehelyett azonban a következő napokban az ENSZ katonai intervenciói ellen és Kadhafi kormánya mellett kezdtek el tüntetni.

### Iman al-Obeidi
Március végén a posztgraduális szakon jogot hallgató, Kadhafi-ellenes Iman al-Obeidit Kadhafi hívei csoportosan megerőszakolták. Sikerült neki megmenekülnie, és a történtekről a Rixos Al Nasr hotelben beszámolt a külföldi média helyszíni tudósítóinak. Kadhafi seregei többször bebörtönözték, majd ismét szabad lábra helyezték. Az események világszerte nagy port vertek fel, és ennek következtében a Kadhafi-ellenes Libya TV-nek és a világ más hírszolgáltatóinak is sok interjút adott április elején.

### Április
Április 7-én Kadhafi-ellenes tüntetés tört ki Tripoli Fashloom negyedében. Április 9-én hajnalban a vezető ellen tüntető kis csoport egy kiáltványt tett közzé. Eszerint "Ezek a mi utcáink, ezek a mi völgyeink. Ezekért küzdeni fogunk ellened, te gyalázatos, szégyenteljes Kadhafi. Sem te, sem a tüzérséged, sem orvlövészeid, sem zsoldosaid nem fognak minket soha többé megfélemlíteni, teljesen mindegy, hányan is vannak. Nem fogunk meghátrálni a forradalmunktól, nem fogunk visszavonulni, akármennyire is megfélemlítesz bennünket."
A Reuters által megkérdezett helybéliek szerint április első hetében több alkalommal ios megtámadták a helyiek az ellenőrző pontokat és a rendőrségi állomásokat. Éjszaka puskaropogás hangjait lehetett hallani. Egy száműzetése miatt Tajoura külvárosában élő Kadhafi-ellenes ember, aki napi kapcsolatban volt a felkelőkkel, ezt üzente: "Tripoli lakossága több támadást is indított, és több, Kadhafi rendszerét védő rendőr halt meg ezek alatt." Március végén, április elején több száz fiatal férfit börtönöztek be, akikről azt gyanították, hogy a vezető ellen vannak. Egy Reuters által megkérdezett helybéli szerint Kadhafi hadserege ellenőrzi a fontosabb útvonalakat és a külvárosokba kimenő csomópontokat. Azonban kisebb utcák, és a város külsőbb területei, mint amilyen Tajura, még mindig a felkelők kezén vannak.

### Május
Május 9-én az egyik ellenzéki újság, a Brnieq, arról számolt be, hogy a Kadhafi-ellenes csapatok a már nem működő biztonsági erők raktáraiból származó könnyű fegyverzettel felszerelve teljes területes letámadást indítottak Tripoli külvárosaiban. A tüntetők a városközpont felé tartottak. Egy líbiai tisztviselő megcáfolta a hírt, szerinte Tripoli teljesen békés. A Reuters városközpontban tartózkodó riportere nem hallott lövéseket. Másnap az Al Jazeera arról számolt be, hogy az ellenzék tagjai kivonulásuk előtt kitűzték zászlajukat a mitigai légi bázisra. Május 13-án ismét kormányellenes tüntetésekre került sor.
Az Al Jazeera English május 30-án „precedens nélküli tüntetésekről” tudósított Tripoliból. Ehhez hasonló nagy megmozdulásokra a nagyfokú rendőri jelenlét miatt nem kerülhetett sor. Ez Tripoli lakosságának elszántságát is jelképezi. Ennek ellenére a biztonsági erők által használt éles lőszerek miatt mégis visszavonultak.

### Június
Június végén gerillaharcok jellemezték a városban felállított ellenőrző pontok környékét.

### Augusztus
A felkelők a Nuszafa-hegyekben lévő erődjeikből előre nyomultak, és elfoglalták a fővárostól nagyjából 50 kilométerre fekvő Az-Zaviját, ellenőrzésük alá vonták a líbiai tengerparti főút jelentős részét. Ezzel megakadályozták, hogy katonai utánpótlás vagy üzemanyag érkezhessen Tunéziából Tripoliba. Állításaik szerint a déli Gharyan is az ő kezükön volt, így ebből az irányból is elvágták a lehetőségeket. Úgy tűnt, tervük szerint minden irányból körbezárják a fővárost, és utána próbálják meg ostromolni a várost. Augusztus 20-án érkeztek jelentések arról, hogy a város több részén heves tüzérségi támadásokkal és robbantásokkal megindult a harc Tripoliért. Ezzel egy időben összecsapások bontakoztak ki a keleti Tajoura kertvárosi részben is. A kormány olyan szöveges üzeneteket küldött Tripoli lakosainak, melyek szerint ki kell menniük az utcákra, és harcolniuk kell a „fegyveres ügynökök” ellen.